# Лошбурська людина
49°45′46″ пн. ш. 6°16′44″ сх. д. / 49.762696° пн. ш. 6.278976° сх. д.

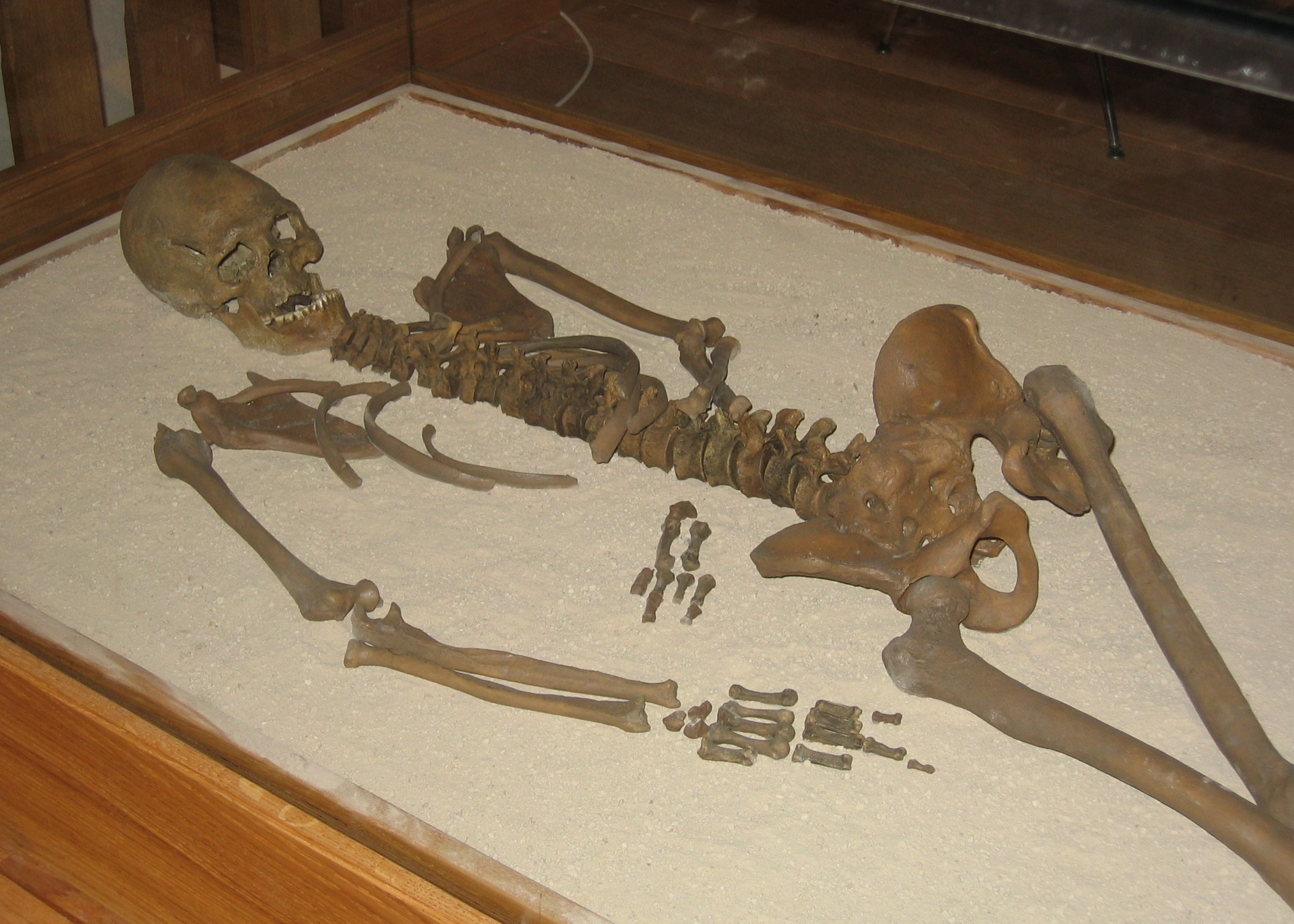
Скелет Лошбурської людини

Лошбурська людина (також Loschbur man, Löschbur Mann) — скелет людини розумної часів європейського мезоліту, виявлений в 1935 році в Мюллерталь (Mullerthal [Архівовано 7 вересня 2019 у Wayback Machine.]), в комуні Вальдбілліг, Люксембург.

## Історія
Майже повноцінний скелет, був виявлений 7 жовтня 1935 року під скелястим укриттям в Мюллерталі на березі річки Чорний Ернц. Його знайшов археолог-аматор та вчитель школи Ніколя Тілл. Зараз скелет знаходиться в Національному природно-історичному музеї в місті Люксембург.

### Життя

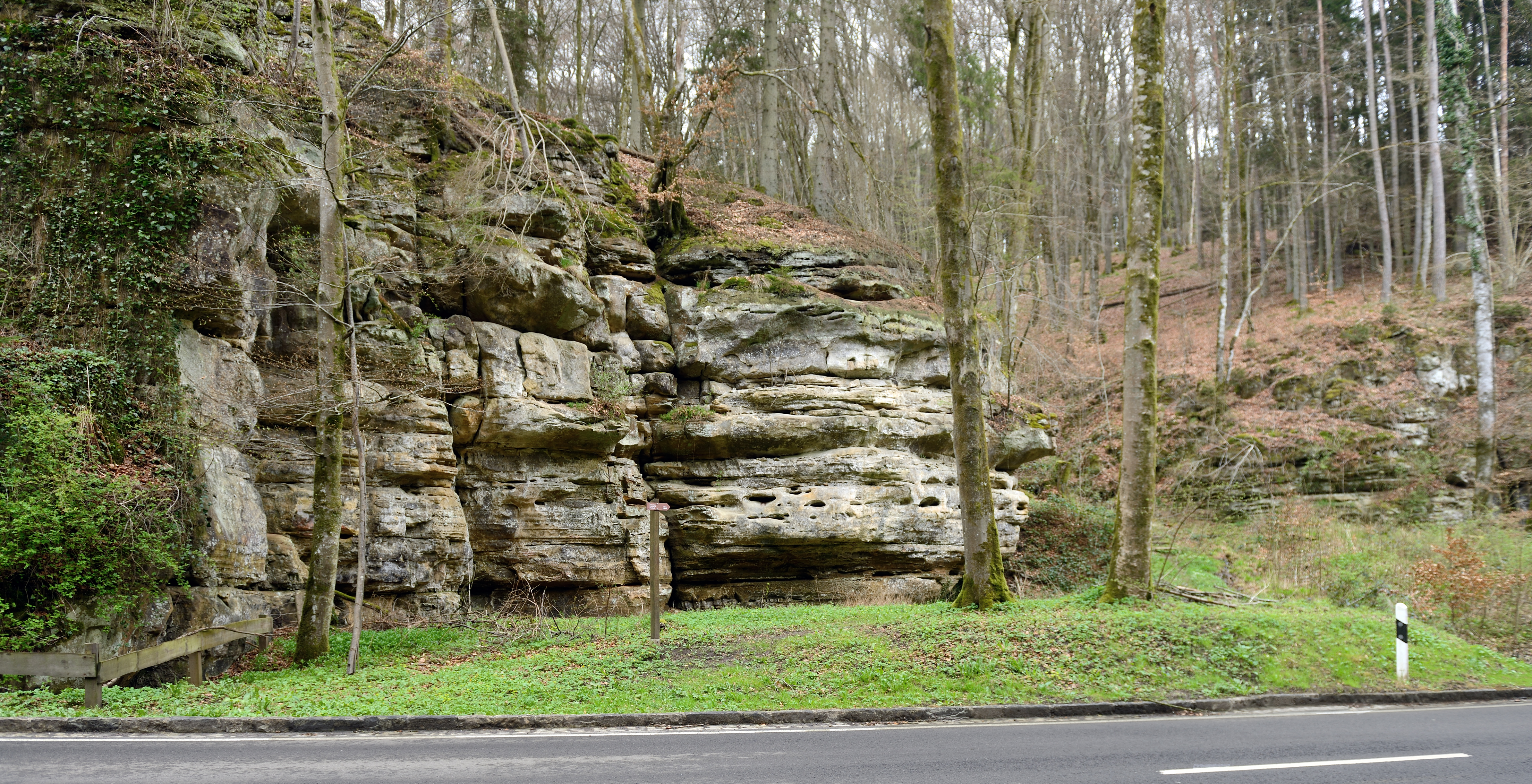
Кам'яний притулок (скельне укриття), де був знайдений скелет

Лошбурська людина була мисливцем-збирачем, а крем'яні інструменти, використовувані для переслідування та умертвіння видобутку (кабанів і оленів) були знайдені біля її тіла. Вона була однією з останніх у своєму роді, незабаром її витіснили нові популяції, скоріше скотарі, ніж мисливці — і з більш блідими шкурами. Відповідно до ДНК-тестів, отриманих у 2014 році, Лошбурська людина була чолочої статі, мала темну шкіру (з імовірністю 97 %), каштанове (коричневе) або чорне волосся (99 %) та ймовірно блакитні очі (53 %). На відміну від 90 % сучасних європейців, він мав непереносність лактози. Коли він помер, йому було від 34 до 47 років, мав 1,6 м висоти й важив між 58 і 62 кг.
Кремовані останки людини, швидше за все, дорослої жінки, були знайдені неподалік, в ямі, яку вперше розкопали в 30-х роках і пізніше знову розкрили. Кістки ніг відсутні, а рештки грудної клітки недостатньо представлені, а на решті кісток були відбитки, що свідчить про зняття шкіри, м'язів, можливо, до кремації, включаючи видалення нижньої щелепи та вискоблювання черепа.

## Знайомства
Лошбурська людина жила понад 8000 років тому, що робить скелет найстарішими людськими останками, знайденими в країні. Останки містили Y-ДНК Гаплогрупи I-M423*. ДНК-тестування (два моляри представлені хорошими зразками) вказує на те, що західноєвропейські мисливці-збирачі, такі як і Лошбурська людина, «сприяли зародженню всіх європейців, але не для близько-східних європейців».

## ЗМІ, наука
Результати тестування ДНК — 2014 дозволили Люксембурзькому Національного центру Археологічних Досліджень та Національному Музею Історії та Мистецтва, створити 3D реконструкцію людини. L'homme de Loschbour — анімаційний фільм 2012 року, який триває 7 хвилин, автор Нік Гербер. «Redonner vie à l'Homme de Loschbour» була одноденна конференція в Національному природно-історичному музеї, на якій було представлено огляд результатів останніх досліджень.